# Зімновода (Свентокшиське воєводство)
Зімновода (пол. Zimnowoda) — село в Польщі, у гміні Боґорія Сташовського повіту Свентокшиського воєводства.
Населення — 233 особи (2011).
У 1975-1998 роках село належало до Тарнобжезького воєводства.

## Демографія
Демографічна структура на день 31 березня 2011 року:
|          | Загалом | Допрацездатний вік | Працездатний вік | Постпрацездатний вік |
| -------- | ------- | ------------------ | ---------------- | -------------------- |
| Чоловіки | 112     | 24                 | 76               | 12                   |
| Жінки    | 121     | 34                 | 56               | 31                   |
| Разом    | 233     | 58                 | 132              | 43                   |